# Pneumatophilus leidyi
Pneumatophilus leidyi är en plattmaskart. Pneumatophilus leidyi ingår i släktet Pneumatophilus och familjen Ochetosomatidae. Inga underarter finns listade i Catalogue of Life.